# 7月21日
7月21日是陽曆年的第202天（閏年是203天），離一年的結束還有163天。

## 大事记

### 19世紀以前
- 前776年：世界上第一次奥林匹克运动会在古希腊举行。
- 前356年：位于土耳其以弗所、古代世界七大奇迹之一的阿耳忒弥斯神庙遭到黑若斯达特斯纵火烧毁。
- 230年：彭提安奴斯继任乌尔巴诺一世成为罗马教宗。
- 710年：唐朝宗室唐玄宗和其姑姑太平公主发动宫廷政变，杀死韦皇后及其女儿安乐公主。
- 905年：神聖羅馬皇帝路易三世在試圖恢復卡洛林王朝對義大利的統治時，被國王貝倫加爾一世俘虜，雙目失明。
- 1242年：法王路易九世平定了由英王亨利三世引起的反法叛乱。
- 1378年：沒有代表的勞工起義以暴力手段接管佛羅倫斯共和國政府，要求給予他們政治職位。
- 1542年：教宗保祿二世在罗马建立宗教裁判所。
- 1588年：弗朗西斯·德雷克率英格兰海军在英吉利海峡击败西班牙无敌舰队。
- 1798年：在埃及-叙利亚战役期间，法国将军拿破仑·波拿巴的军队在金字塔战役击败。

### 19世紀
- 1831年：利奥波德一世宣誓就任比利时脱离荷兰独立之后的首任国王。
- 1861年：在美国南北战争中，南方邦联军在第一次马纳萨斯战役中击败北方联邦军。
- 1873年：杰西·詹姆斯及其团伙犯下了美国旧西部历史上首列火车抢劫。
- 1896年：中日通商行船条约（日语：日清通商航海条約）在北京签订。
- 1900年：俄軍在海蘭泡4日屠殺約5000中國人 俄軍佔領江東六十四屯大屠殺2000中國人，另在伊爾庫茨克、尼布楚、伯力、海參崴、斯列田斯克、雙城子、庫頁島及黑龍江以北、烏蘇里江以東其他地區屠殺20萬中國人。历史上列入庚子俄難。

### 20世紀
- 1917年：俄国二月革命：克伦斯基出任总理并组阁。
- 1925年：在猴子审判中，高中生物教师约翰·斯科普斯因为向学生传授进化论而被罚款一百美元。
- 1928年：涼州事變約1600人罹難，國民軍與甘肅回族軍閥馬廷勷的武裝衝突，回族軍閥率大軍反攻隨後開始對國民軍控制區普通民眾進行屠殺
- 1944年：美军登陆关岛，展开了关岛战役。
- 1947年：同盟國軍事佔領德國的萨克森-安哈尔特州成立。
- 1949年：美国参议院批准了北大西洋公约。
- 1954年：四国代表在日内瓦会议签署《印度支那停战协定》，决定以非军事区划分北越和南越。
- 1959年：首屆國際數學奧林匹亞競賽在羅馬尼亞拉開序幕，該競賽是針對大學前學生的主要數學競賽。
- 1960年：西麗瑪沃·班達拉奈克當選成為錫蘭總理，成為斯里蘭卡歷史上第一位女性總理。
- 1961年：水星-红石4号任务当中，美国宇航员古斯·格里森成为第二个进入太空的美国人。
- 1963年：琼瑶发表第一部长篇小说《窗外》。
- 1969年：美国宇航员尼尔·阿姆斯特朗走出阿波罗11号的登月舱，成为第一个踏上月球的人类。
- 1970年：在历经长达11年的兴建后，位于埃及阿斯旺、横跨尼罗河的阿斯旺水坝正式竣工。
- 1971年：世界版权公约制定。
- 1973年：法國在穆魯羅阿環礁進行核試驗。
- 1976年：英国驻爱尔兰大使克里斯托弗·埃瓦特-比格斯被临时爱尔兰共和军刺杀。
- 1979年：莫霍克人演员杰伊·席尔瓦希尔成为好莱坞星光大道历史上第一位美国原住民演员。
- 1983年：南极沃斯托克站检测当地气温为零下89.2摄氏度，创下世界最低气温记录。
- 1990年：中国与沙特阿拉伯建交。
- 1990年：中華民國軍警將大陸偷渡客關在閩平漁5540號漁船的密封船艙內遣返大陸，造成25人窒息死亡。
- 1991年：闽狮渔事件發生。
- 1995年：中国人民解放军向台湾北部海域实施飞弹发射演习，台湾海峡飞弹危机爆发。
- 1998年：中国体操运动员桑兰在纽约第四届友好运动会上进行赛前训练时意外受伤，造成颈椎骨折，胸部以下高位截瘫。

### 21世紀
- 2003年：李钟郁成为世界卫生组织总干事。
- 2005年：英國倫敦三列地鐵和一輛巴士分別發生炸彈爆炸和槍擊。
- 2007年：J·K·羅琳創作的最後一本《哈利波特》系列小說《死神的聖物》在正式販售第一天創下高達1,500萬本的銷售紀錄，成為歷史上銷售最快的流行書籍。
- 2007年：位於阿拉伯聯合大公國杜拜市的哈里發塔工程超越台灣的台北101，成為新的世界第一高樓，但正式的世界第一高樓名義則需直到2010年完工。
- 2011年：執行STS-135任務的亞特蘭提斯號太空梭在甘迺迪太空中心著陸，象徵美國為期30年的太空梭項目正式結束。
- 2012年：中國北京遭受61年未遇的特大暴雨，致使77人死亡，190多万人受灾[3]。
- 2012年：土裔美国冒险家尔登·埃鲁希完成首次单人人力环球旅行。
- 2019年：香港民間人權陣線發起「獨立調查、捍衛法治、守護真相、重申五大訴求」遊行，得到逾40萬人響應。当晚有大批白衣人士在元朗持械無差別襲擊民眾，造成多人受傷。
- 2019年：美國受熱浪侵襲，最少6人死亡[來源請求]。
- 2021年：中國河南省新乡市遭受特大暴雨，致嚴重洪涝灾害[4]。
- 2022年：世界自然保护联盟更新濒危物种红色名录，显示白鲟已经灭绝 [5][6]。
- 2023年：南韓首爾冠岳區21日發生一起無差別刺人事件，一名前科累累的男子持刀在地鐵新林站出口攻擊民眾，造成1死3傷。[7]
- 2023年：意大利北部威尼托大区由7月19日至21日遭遇强风与冰雹等极端天气，目前已造成至少110人受伤。[8]
- 2024年：美國總統喬·拜登宣布退出2024年總統選舉，是1968年以來首次有在任總統放棄競選連任。

## 出生
- 541年：隋文帝楊坚，隋朝开國皇帝（604年逝世）
- 628年：唐高宗李治，唐朝皇帝（683年逝世）
- 1462年：贞显王后，朝鲜王朝王妃（1530年逝世）
- 1693年：托马斯·佩勒姆-霍利斯，英國政治人物，曾任英國首相（1768年逝世）
- 1754年：恩斯特·馮·呂歇爾，普魯士將軍（1823年逝世）
- 1801年：朱爾·皮耶·杭布爾，法國昆蟲學家（1870年逝世）
- 1810年：亨利·维克托·勒尼奥，法國化学家、热力学家（1878年逝世）
- 1816年：保羅·朱利斯·路透，德國記者，路透社創辦人（1899年逝世）
- 1824年：克勞德·鮑斯-雷昂，英國貴族，第十三代斯特拉斯莫爾和金霍恩伯爵（1904年逝世）
- 1848年：古斯塔夫·布洛赫，法國古代史學家（1923年逝世）
- 1858年：玛丽亚·克里斯蒂娜，西班牙國王阿方索十二世的第二任皇后（1929年逝世）
- 1864年：弗朗西斯·克利夫兰，美國第一夫人（1947年逝世）
- 1885年：雅克·费代尔，比利时演員，20年代法國無聲電影領先者（1948年逝世）
- 1898年：，英格蘭職業足球運動員、教練（1956年逝世）
- 1899年：哈特·克莱恩，美國浪漫主义詩人（1932年逝世）
- 1899年：欧内斯特·海明威，美國作家，1954年诺贝尔文学奖得主（1961年逝世）
- 1900年：譚雅士，香港大律師、政治家（1976年逝世）
- 1906年：鄧雨賢，台灣音樂家（1944年逝世）
- 1911年：马歇尔·麦克卢汉，加拿大哲学家，首先提出“地球村”的概念（1980年逝世）
- 1916年：艾略特·韓德勒，美國發明家、商人，美泰兒聯合創始人（2011年逝世）
- 1921年：詹姆士·库克·布朗，美國社会学家、科幻小说家，創造人工語言Loglan（逻辑语的前身）（2000年逝世）
- 1923年：鲁道夫·马库斯，加拿大化学家，1992年诺贝尔化学奖得主
- 1926年：卡雷·瑞兹，捷克裔英國導演，1939年被尼古拉斯·温顿所救（2002年逝世）
- 1926年：诺曼·杰威森，加拿大電影導演
- 1927年：黃克智，中國物理學家（2022年逝世）
- 1932年：，芬蘭室內設計師
- 1937年：爱德华·阿纳托利耶维奇·斯特列尔佐夫，俄罗斯職業足球運動員（1990年逝世）
- 1938年：珍妮特·雷诺，美國律師、政治人物，首位美國女性司法部長（2016年逝世）
- 1939年：约翰·内格罗蓬特，美國外交官，第23任美國常駐联合國代表
- 1944年：約翰·阿塔·米爾斯，迦納政治人物，第3任迦納總統（2012年逝世）
- 1945年：沈殿霞，香港女演員（2008年逝世）
- 1945年：塞爾吉奧·卡爾德隆，墨西哥裔美國男演員（2023年逝世）
- 1948年：卡特·史蒂文斯，英國创作型歌手
- 1949年：洪瑞河，台灣企業家
- 1950年：乌瓦尔多·菲洛尔，阿根廷足球運動員、教练
- 1951年：羅賓·威廉斯，美國喜劇演員、電影明星（2014年逝世）
- 1951年：劉鑾雄，香港企業家、華人置業前任董事會主席和行政總裁
- 1952年：全國煥，韓國演員
- 1952年：约翰·巴拉索，美國医生及美國参议院议員
- 1953年：張艾嘉，台灣導演、演員、流行音樂作曲家、歌手
- 1955年：丹内尔·马洛伊，美國政治人物，第88任康涅狄格州州长
- 1955年：陶尔·贝洛，匈牙利導演，编剧家
- 1956年：迈克尔·康奈利，美國偵探小說、犯罪小說作家
- 1957年：乔恩·拉威茨，美國喜剧演員，周六夜现场固定来宾
- 1960年：石山貴明，日本動畫演出家、動畫導演
- 1961年：莫貴茨·馬西西，波札那政治人物，現任波札那總統
- 1966年：萨拉·沃特斯，英國小说家，《荆棘之城》作者
- 1968年：許巍，中國男歌手
- 1968年：王勁松，中國男演員
- 1971年：郭志坚，中國新闻播音員
- 1971年：夏洛特·甘斯柏格，英法混血歌手、演員
- 1971年：莎拉·西格爾，加拿大裔美國天文學家、行星科學家
- 1972年：維塔爾·班班澤，蒲隆地政治人物
- 1974年：賈永婕，臺灣女藝人、模特兒、節目主持人
- 1975年：卡拉·迪伦，爱尔兰民謡歌手
- 1976年：姜成妍，中國女演員
- 1976年：涓子，中國演員
- 1976年：曼努埃爾·奧薩·恩蘇埃·恩蘇阿，赤道幾內亞銀行家、政治人物，現任赤道幾內亞總理
- 1977年：保罗·凯西，英國职业高尔夫球手
- 1977年：布蘭登·普里斯萊，美國政治人物
- 1978年：喬許·哈奈特，美國男演員
- 1979年：蒂内·鲍恩，丹麦女子羽球運動員
- 1979年：西田惠里奈，日本女藝人
- 1979年：塔米卡·卡钦斯，美國篮球運動員
- 1980年：池透暢，日本男子輪椅橄欖球運動員
- 1980年：卡斯坦·沙巴西亞，美國职棒大联盟球員
- 1981年：常石磊，中國歌手
- 1981年：木下紗華，日本女性聲優
- 1981年：帕洛玛·菲芙，英國歌手、演員
- 1982年：小林麻央，日本女演員、播音員
- 1982年：蕭景鴻，台灣男演員
- 1984年：蔡阿嘎，台灣YouTuber
- 1985年：陳偉殷，台灣棒球選手
- 1985年：張紋嘉，香港女歌手、演員、舞台劇監製
- 1986年：黃迪揚，台灣男演員
- 1986年：東凜，日本AV女優
- 1987年：林道遠，台灣男演員
- 1988年：景甜，中國女演員
- 1988年：德安德鲁·乔丹，美國职业篮球運動員
- 1989年：米露，中國女演員、模特兒
- 1989年：茱諾·譚波兒，英國女演員
- 1990年：岩田小百合，日本女演員、歌手
- 1990年：林欣彤，香港女歌手、主持、演員
- 1990年：弗兰克·艾林巴，剛果共和國田径運動員
- 1991年：莎拉·桑帕伊奧，葡萄牙知名女模特兒
- 1992年：韓東君，中國男演員
- 1992年：喬瓦尼·德真納羅，義大利男子輕艇運動員
- 1993年：花粥，中國女歌手
- 1993年：桑原將志，日本職業棒球運動員
- 1995年：白虎，韓國男子偶像團體NU'EST成員
- 1995年：徐軫軫，中國女演員
- 2000年：崔智秀，韓國女子偶像團體ITZY成員
- 2000年：許庾琳，韓國女子偶像團體EVERGLOW成員
- 2000年：，挪威職業足球運動員
- 2002年：紀平梨花，日本女子花式滑冰選手
- 2018年：蔡桃貴，台灣YouTuber
- 生年不詳：渡邊靜，日本漫畫家

## 逝世
- 710年：韦皇后，唐中宗皇后（生年不詳）
- 710年：上官婉儿，唐朝女官及诗人（664年出生）
- 710年：安乐公主，唐朝韦皇后的小女儿（685年出生）
- 1259年：高丽高宗，高丽国第23任君主（1192年出生）
- 1680年：永井尚長，日本江戶時代大名（1654年出生）
- 1796年：羅伯特·伯恩斯，蘇格蘭詩人，《友誼萬歲》作詞者（1759年出生）
- 1802年：毕厦（英语：Marie François Xavier Bichat），法国外科医生和解剖学家（1771年出生）
- 1824年：拉瑪二世，暹羅扎克里王朝國王（1767年出生）
- 1838年：約翰·內波穆克·梅爾策爾，德國發明家、工程師和表演者（1772年出生）
- 1894年：薛福成，资产阶级改良主义思想家（1838年出生）
- 1928年：埃伦·特里，英国女演员（1847年出生）
- 1934年：于贝尔·利奥泰，法国政治家及军人，法国元帅（1854年出生）
- 1944年：克劳斯·冯·施陶芬贝格，德国陆军上校，7月20日密谋案主要执行者之一（1907年出生）
- 1946年：关向应，中國革命家、軍事家（1904年出生）
- 1952年：佩德羅·拉斯庫賴因·帕雷德斯，墨西哥政治人物，第34任墨西哥總統，史上任期最短的總統（1856年出生）
- 1955年：安東·史陶斯，德國天文學家（19872年出生）
- 1967年：吉米·法克斯，美國職業棒球運動員（1907年出生）
- 1968年：露丝·圣·丹尼斯，美国现代舞蹈先驱者（1878年出生）
- 1972年：吉格梅·多吉·旺楚克，不丹國王（1928年出生）
- 1983年：李傑登，印尼政治人物（1912年出生）
- 1986年：张钰哲，中國天文学家（1902年出生）
- 1990年：慈云桂，中國计算机专家（1917年出生）
- 1998年：艾倫·雪帕德，美国第一位进入太空的宇航员（1923年出生）
- 2002年：李少芸，香港粵劇劇作家、班政家、電影編劇、監製（1916年出生）
- 2004年：杰里·戈德史密斯，美国电影配乐作曲家（1929年出生）
- 2006年：塔莫，赤柬軍方高層（1926年出生）
- 2006年：菲利普·拉比諾維茨，美國應用數學家（1926年出生）
- 2006年：岩松信，日裔美国演员（1933年出生）
- 2010年：蒙民偉，香港商人（1927年出生）
- 2013年：安德烈亚·安东内利，意大利摩托车选手（1988年出生）
- 2015年：E·L·多克托罗，美国小说家及编剧（1931年出生）
- 2016年：王俠，香港資深演員，知名歌手王傑的父親（1930年出生）
- 2017年：約翰·赫德，美国男演员（1945年出生）
- 2022年：烏韋·澤勒，德國男子足球運動員（1936年出生）
- 2022年：约翰尼·伊根，美國前職業籃球運動員（1939年出生）
- 2022年：安安，香港大熊貓（1986年出生）
- 2023年：東尼·班奈特，美國男歌手、藝術家（1926年出生）

## 节假日和习俗
- 比利时：国庆日
- 關島：解放日
- 新加坡：种族和谐日（英语：Racial Harmony Day）
- 俄羅斯：喀山圣母瞻礼日